# Vilaboa
Vilaboa là một đô thị trong tỉnh Pontevedra, Galicia, Tây Ban Nha.